# McLaren 600LT

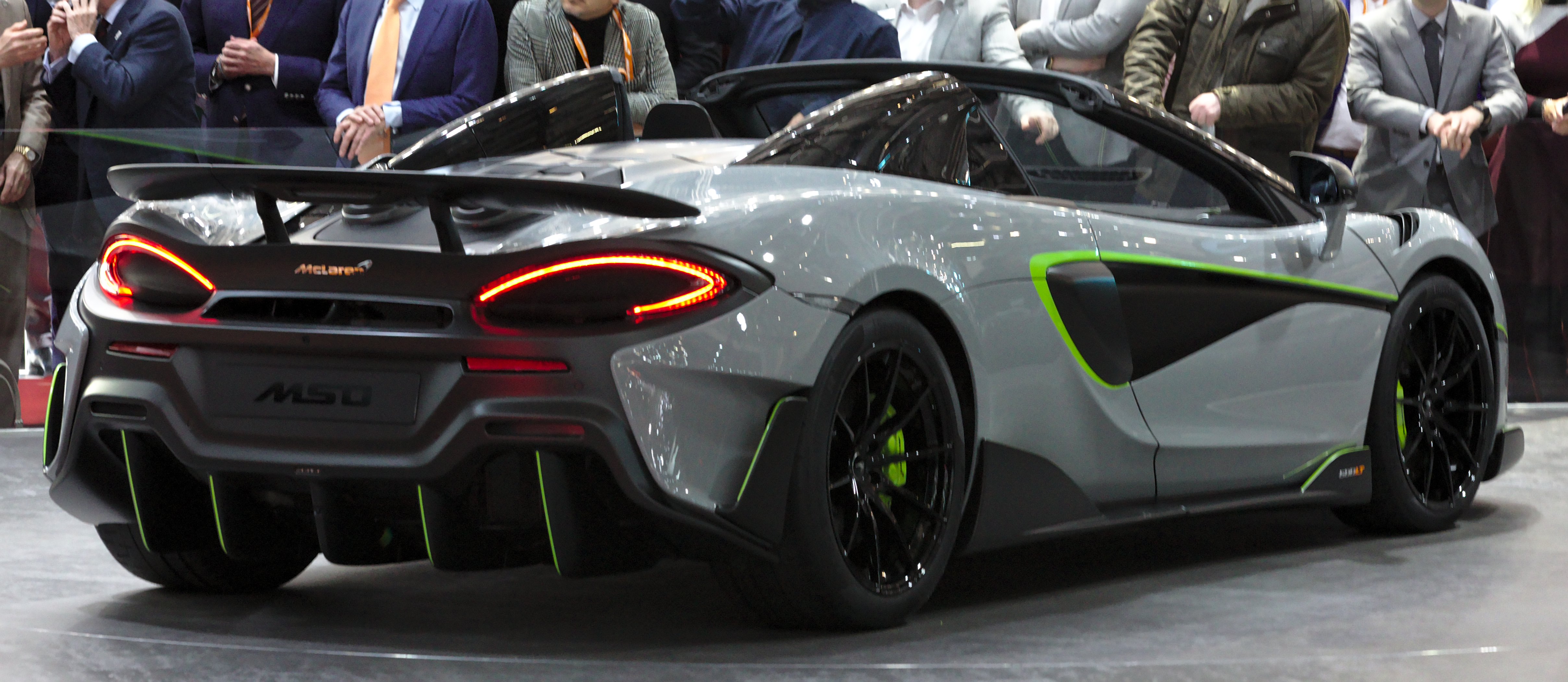
McLaren 600LT Spider

El McLaren 600LT es un automóvil deportivo coupé de dos puertas, con motor central-trasero montado longitudinalmente, diseñado y fabricado por McLaren Automotive a partir del 2018. El 600LT fue presentado en el 'Goodwood Festival of Speed 2018', es el cuarto automóvil de la marca en llevar el nombre "Longtail" (LT). Tiene un precio aproximado a las 185.000 libras (210.000 €) y a pesar de sus especificaciones es un vehículo matrículable. La producción del vehículo empezó a partir de octubre de 2018.

## Diseño
El 600LT es 7.4 centímetros más largo respecto al 570S y pesa 96 kg menos que este.
El coche incorpora mejoras aerodinámicas reemplazando piezas del 570S por otras más ligeras y una estética diferente.
Entre las nuevas piezas del 600LT están varios elementos de fibra de carbono, como un splitter frontal más largo, un difusor trasero también alargado o un alerón trasero fijo que aumenta la carga aerodinámica a altas velocidades, los tubos de escape cambian de posición respecto al 570S, ya que se ubican frente al aleron posterior. Aunque sigue utilizando el mismo monocasco de carbono del 570S. El modelo también esta equipado con neumáticos a medida Pirelli P Zero Trofeo R, diseñados que tenga un máximo rendimiento en el circuito.
El habitáculo, esta enfocado a los circuitos, monta asientos de fibra de carbono (como el P1) forrados en Alcántara o también cuenta con los superligeros del Senna, que ayudan a reducir un poco más el peso del conjunto. MSO ofrece también techo de carbono o pasos de rueda en carbono, para aligerar más el coche.

## Especificaciones
El 600LT tiene un motor motor 3.8 litros V8 twin turbo que produce 600 CV a 620 Nm, 30 CV más de lo que produce el 570S, lo que le permite una relación potencia peso de 481 CV por tonelada (2.07 kg/CV). La capacidad máxima del motor es de 3,799 cc y tiene una carga aerodinámica de 100 kg.
El 600LT es capaz de acelerar de 0 a 100 km/h en 2,9 segundos, de 200 a 0 km/h en 8,2 segundos y de 100 a 0 km/h en 31 metros, además de alcanzar una velocidad máxima de 328 km/h (204 mph) y completar el cuarto de milla en 10,4 segundos. Además de que el vehículo puede detenerse a 200 km/h en solo 117 metros.
El motor incorpora mejoras en la refrigeración o un sistema de escape mejorado, cuyas espectaculares salidas están ubicadas en una posición superior, lo que lo distingue de los demás vehículos de la 'SPORT SERIES'.
La suspensión y los frenos del 600LT también fueron utilizados en el 720S, al igual que el servofreno es proveniente del Senna lo que le permite obtener 13% más rigidez en la parte delantera y 37% más en la trasera. El peso en seco del 600LT es de 1,247 kg en seco y puede llegar a pesar 1,357 kg con todo y fluidos.
El McLaren 600LT tendrá como principales rivales al Huracán Performante, al GT2 RS y al 488 Pista.